# 1999 XV94
1999 XV94 är en asteroid i huvudbältet som upptäcktes den 7 december 1999 av LINEAR i Socorro County, New Mexico.
Asteroiden har en diameter på ungefär 4 kilometer.